# Nadir (Medizin)
Unter Nadir (aus dem Arabischen نظير, DMG naẓīr ‚Gegenteil, Ebenbild‘) versteht man in der Medizin im Allgemeinen den Tiefstwert von Messwerten. Dies können Konzentrationen von Stoffen oder Zellen im Blut, aber auch physikalische Messwerte wie die Spannungen in einem Elektrokardiogramm sein. Diese Größen unterliegen natürlichen und therapiebedingten Schwankungen. Die Entscheidung ob eine Behandlung durchgeführt werden muss und wenn ja mit welcher Dosis ist häufig vom geringsten Wert abhängig.
Der Blutdruck unterliegt einer tageszeitlichen Schwankung mit einem Nadir während des Schlafes in den frühen Morgenstunden. Um bei Bluthochdruck einen ausreichenden Schutz von Organschäden zu erzielen, sollte ein Blutdrucksenker auch zum Zeitpunkt seines Plasmaspiegel-Nadirs noch eine ausreichende Wirkung zeigen.
Bei der Behandlung von Tumoren (Chemotherapie) bezeichnet Nadir die maximale Verminderung der Leukozyten (Leukozyten-Nadir) oder der neutrophilen Granulozyten (ANC-Nadir). Diese Verminderung der entsprechenden Zellzahlen wird auch als Leukopenie beziehungsweise Neutropenie bezeichnet. Dabei werden unter bestimmten Umständen die Dosierungen der Zytostatika vermindert („nadirbestimmte Dosisanpassung“). Bei der Behandlung des Prostatakrebs erlaubt die Zeit bis zum Erreichen des Nadirs des PSA-Werts eine Vorhersage über einen erfolgreichen Behandlungsverlauf und eine Aussage darüber ob bereits Fernmetastasen vorhanden sind.
Bei der Behandlung des Diabetes mellitus mit Insulin ist der Nadir eine wichtige Größe, weil eine Unterzuckerung durch eine zu hohe Dosis einen lebensbedrohlichen Zustand darstellt. Daher muss vor allem bei längerfristig wirksamen Insulinpräparaten die Dosis am Nadir ausgerichtet werden.
Beim Elektrokardiogramm ist die Verlängerung der Zeitspanne vom Beginn des QRS-Komplex bis zum Nadir der S-Zacke auf über 60 (70) ms ein Hinweis, dass die Ursache einer Herzrhythmusstörung im Bereich der Herzkammer zu finden ist („Nadir-Zeichen“).